# Otostrongylus
Otostrongylus ist eine Gattung von Fadenwürmern mit zwei Arten. Die Vertreter sind Lungenparasiten bei Echten Hundsrobben.

## Merkmale
Die Mundhöhle ist schlecht abgrenzbar und von vier Papillen umgeben, die Halspapillen sind gut ausgebildet. Die ventralen Rippen der Bursa copulatrix entspringen, unabhängig von den anderen Rippen, aus einem gemeinsamen Stamm. Die anterolateralen entspringen unabhängig von den anderen lateralen, die medio- und posteriolateralen Rippen haben einen gemeinsamen Ursprung. Die externodorsale Rippe ist eigenständig. Die Dorsalrippe ist am Ursprung geteilt. Die Spicula haben eine schwammartige Struktur und zwei seitliche Fortsätze, ein Gubernaculum ist vorhanden.

## Systematik
Zur Gattung gehören zwei Arten:
- Otostrongylus andreiewoi
- Otostrongylus circumlitus